# Dendrobium austrocaledonicum
Dendrobium austrocaledonicum är en orkidéart som beskrevs av Rudolf Schlechter. Dendrobium austrocaledonicum ingår i släktet Dendrobium, och familjen orkidéer. Inga underarter finns listade i Catalogue of Life.